# Grand Veymont
Le Grand Veymont, situé sur la commune de Gresse-en-Vercors, est le point culminant (2 341 mètres) du massif du Vercors.
Il est compris dans le périmètre de la réserve naturelle nationale des hauts plateaux du Vercors, ce qui implique une règlementation particulière, comme l'interdiction des chiens toute l'année, ou l'interdiction de décollage et d'atterrissage, ou de survol à moins de 300 m du sol.

## Géographie
Il s'élève entre le pas de la Ville (1 927 mètres) au nord, et le pas des Chattons au sud. À proximité, il est précédé respectivement (du nord au sud) par le rocher de Séguret (2 051 mètres), la roche Rousse (2 105 mètres) et le sommet de Pierre-Blanche (2 106 mètres).

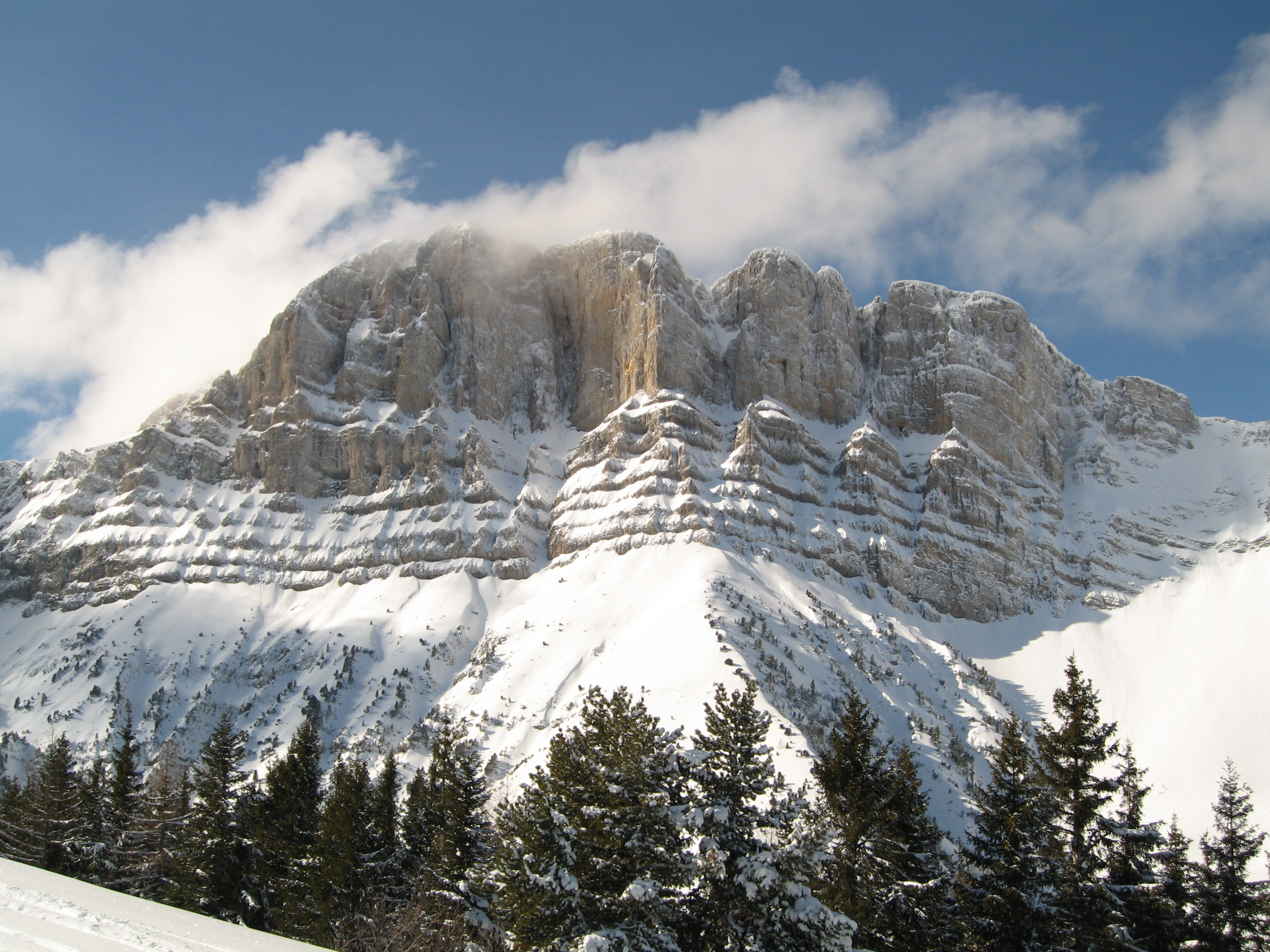
Le Grand Veymont vu de l'est.
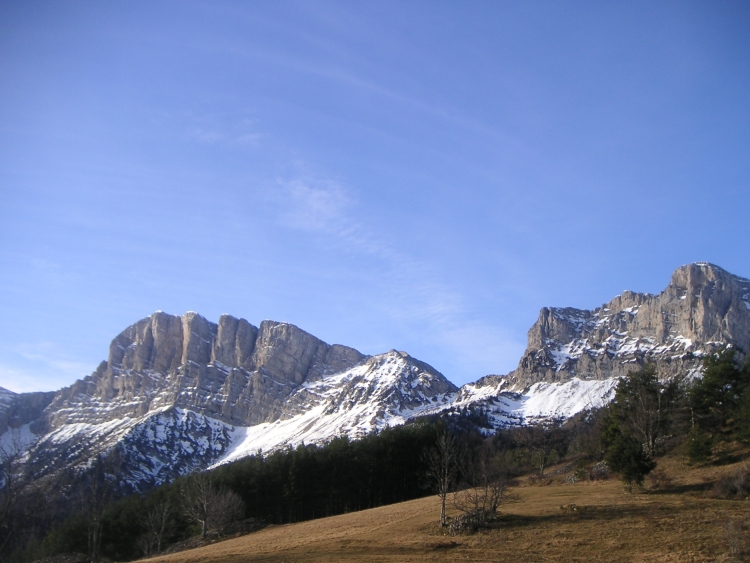
Le Grand Veymont vu de Gresse-en-Vercors avec le pas de la Ville à droite.
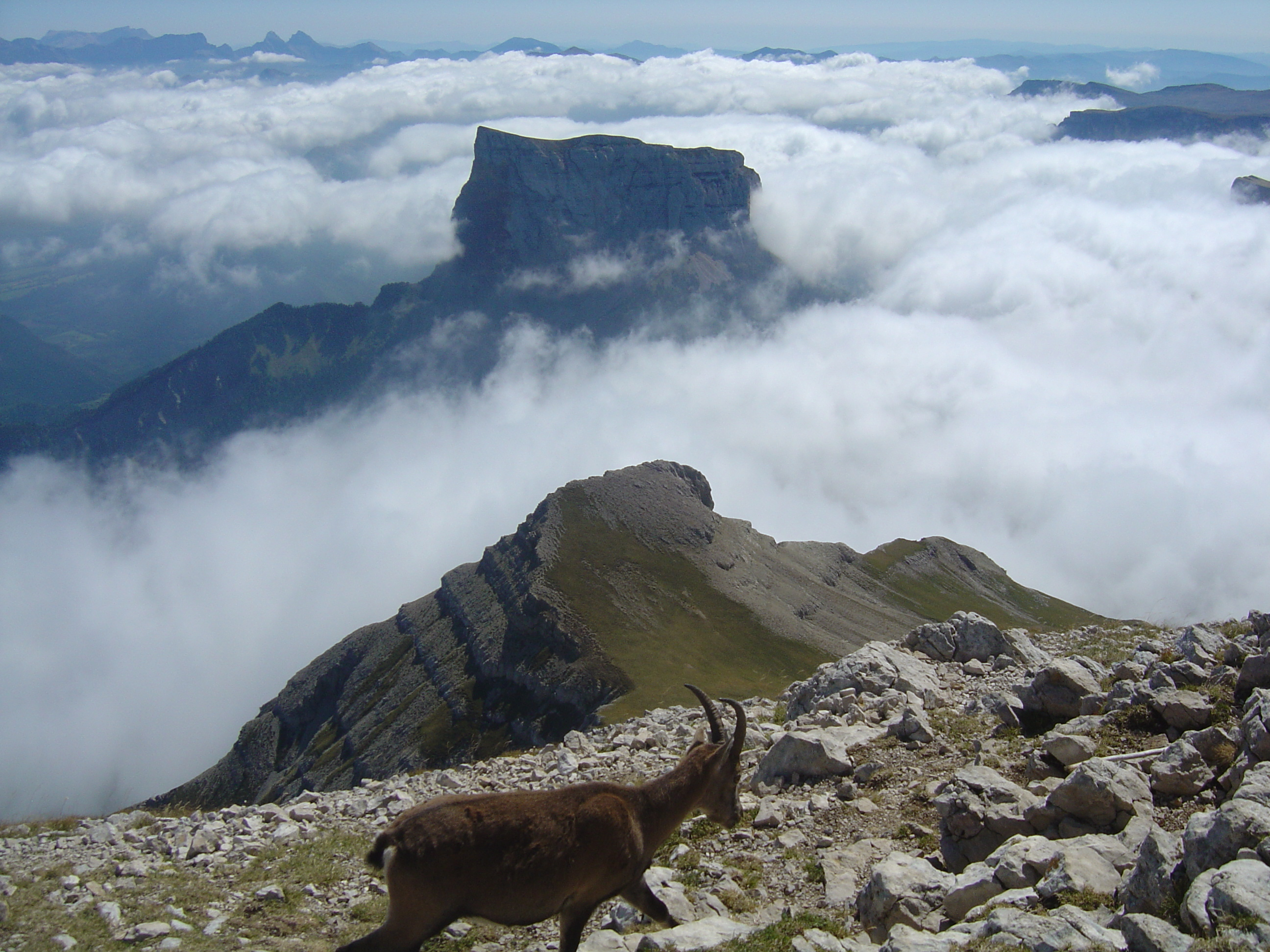
Femelle bouquetin sur le Grand Veymont ; mont Aiguille au-dessus des nuages.
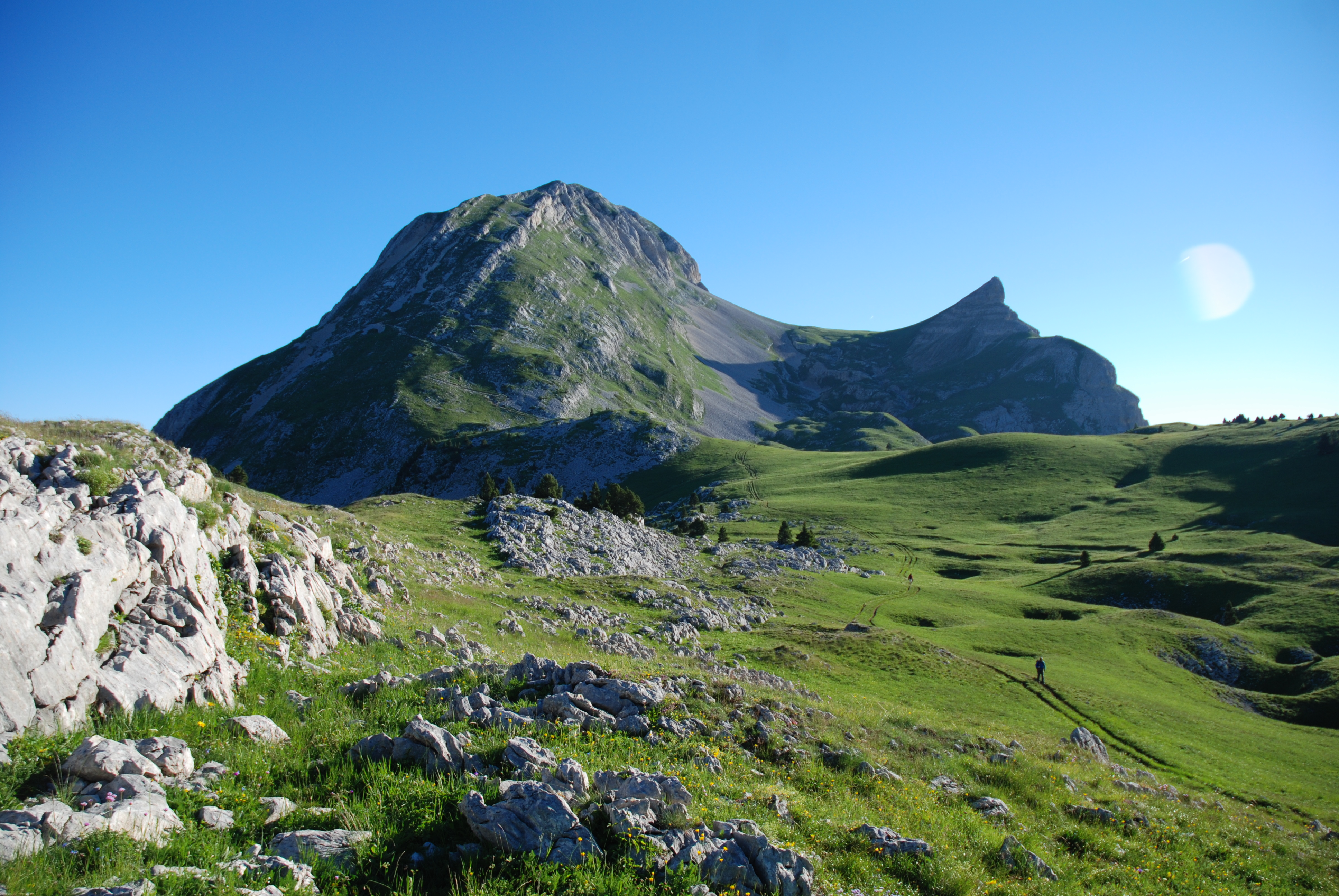
Le Grand et le Petit Veymont.

### Faune et flore
La faune et la flore du Grand Veymont sont originales pour le massif du Vercors, les milieux typiquement alpins étant rares dans ce massif.
Un grand nombre de Bouquetins des Alpes stationnent souvent sur la montée et au sommet. Les femelles, parfois confondues avec des chamois du fait de leurs petites cornes, y élèvent leurs petits et sont présentes au sommet toute l'année.
Les Chamois, plus rares, sont principalement présents sur les contreforts.
On peut également observer quelques Marmottes des Alpes sur les pelouses sommitales. Le Lièvre variable et l'Hermine y sont présents mais discrets.
L'avifaune y est diversifiée. Tôt le matin, on peut croiser des Lagopèdes alpins et des Perdrix bartavelles dans les zones rocheuses. En journée, les grands rapaces comme le Vautour fauve, le Gypaète barbu et l'Aigle royal n'y sont pas rares. Les Chocards à bec jaune accompagnent souvent les randonneurs.
La flore du Grand Veymont est typiquement alpine. On y trouve au début de l'été de nombreux Pavots des Alpes qui fleurissent sur les bords des chemins. On peut également y observer des Gentianes de Clusius ou des Linaires des Alpes, ainsi que des dizaines d'autres espèces.

## Histoire

### Résistance
Le 23 juillet 1944, un groupe de cinq jeunes résistants de Gresse-en-Vercors est tué à proximité du pas de la Ville.

### Fait divers
Le 10 février 2007, un avion de tourisme bimoteur reliant Londres à Cannes, avec trois personnes à bord, disparaît en pleine tempête de neige. La carcasse et les victimes sont retrouvées moins de 24 heures plus tard, vers 1 960 mètres d'altitude à proximité du pas de la Ville.

## Activités
Situé dans le parc naturel régional du Vercors ainsi que dans la Réserve naturelle des Hauts plateaux du Vercors, le Grand Veymont est un sommet très fréquenté par les amateurs de randonnée. Son ascension reste cependant une randonnée engagée, de plus de 20 km et 1 000 m de dénivelé. Elle nécessite un minimum de connaissance de la montagne, et des réserves en eau, aucune source permanente n'étant présente sur la plupart des itinéraires.